# Эдер (португальский футболист)
Эдерзи́ту Анто́ниу Масе́ду Ло́пеш (порт. Éderzito António Macedo Lopes; род. 22 декабря 1987, Бисау), более известен как Э́дер (порт. Éder) — португальский футболист, нападающий.
Выступал за сборную Португалии. Участник чемпионата мира 2014 и победитель чемпионата Европы 2016 года. Автор единственного гола в финале чемпионата Европы 2016.

## Клубная карьера
Эдер в детстве переехал из Гвинеи-Бисау в Португалию. В Лиссабоне, чтобы у родителей была возможность работать он был отдан в интернат, где учился и жил до 18 лет. В 11 лет Эдера приметил тренер небольшой футбольной школы в Коимбре. Его первым клубом стала «ЭйДиСи Адемиа». Его первыми взрослыми клубами стали скромные «Оливейра Ошпитал» и «Туризенси» из третьей португальской лиги. В третьей лиге Эдер забил 18 голов и получил приглашение в самую сильную команду региона «Академику». 24 августа 2008 года в матче против «Эштрелы» он дебютировал в Сангриш лиге. 16 мая 2009 года в поединке против «Навала» Эдер забил свой первый гол за «Академику». В 2012 году он помог клубу завоевать Кубок Португалии, хотя в финальном противостоянии против лиссабонского «Спортинга» участия не принимал.

### «Брага»
Летом 2012 года у Эдера закончился контракт, и он перешёл в «Брагу» на правах свободного агента. 2 сентября в матче против «Пасуш де Феррейра» Эдер дебютировал за новый клуб. Очень быстро Эдер стал основным форвардом «Браги», забив два мяча в противостоянии с «Риу Аве» (4:1). Он также провёл шесть матчей на групповом этапе Лиги чемпионов, но голами не отмечался. В первом же сезоне он забил 13 мячей и стал лучшим бомбардиром команды. В марте получил травму крестов, из-за чего был вынужден досрочно завершить сезон и не сыграл в победном матче Кубка португальской Лиги.
Сезон 2013/14 Эдер практически полностью пропустил из-за постоянных травм и неоптимальной физической формы. В следующем сезоне смог немного улучшить свою статистику, отметившись 10 голами в 29 матчах Лиги Сагриш. Также дошёл с клубом до финала Кубка Португалии, в котором не реализовал пенальти в послематчевой серии.

### «Суонси Сити»
1 июля 2015 года Эдер стал игроком валлийского «Суонси», подписав трёхлетний контракт. Сумма трансфера составила 7 млн евро. 8 августа в матче против «Челси» он дебютировал в английской Премьер-лиге, заменив во втором тайме Бафетимби Гомиса. Эдер принял участие в 13 матчей и не забил ни одного гола, после чего руководство «лебедей» приняло решение отправить игрока в аренду до конца сезона во французский «Лилль».

### «Лилль»
3 февраля 2016 года в матче против «Кана» он дебютировал в Лиге 1, заменив во втором тайме Яссина Бензья. 7 февраля в поединке против «Ренна» Эдер забил свой первый гол за «Лилль». Аренда пошла ему на пользу, к нему вернулась уверенность и голевое чутье, по итогам сезона Эдер забил 6 голов в 13 матчах. В мае того же года «Лилль» выкупил его у «Суонси».

### «Локомотив» (Москва)
Летом 2017 года Эдер на правах аренды перешёл в московский «Локомотив». Контракт подписан до конца сезона и включает опцию выкупа. 10 сентября в матче против «Ахмата» дебютировал в РФПЛ. Первый гол в чемпионате России забил 24 сентября в ворота «Ростова». Этот мяч в добавленное время стал единственным во встрече и позволил «Локомотиву» одержать гостевую победу, 1 октября забил второй мяч «Динамо» (3:0), а 11 декабря — победный мяч «Тосно» (3:1). 5 мая 2018 года в домашнем матче 29-го тура против «Зенита» забил единственный гол на 87-й минуте и принёс победу «Локомотиву» в чемпионате России. По окончании аренды клуб выкупил трансфер игрока и подписал с ним полноценный контракт. В июле 2019 года Эдер сменил игровой номер 24 на 19.
30 июня 2021 года покинул «Локомотив» по истечении контракта.

### «Аль-Раед»
В конце сентября 2021 года перешел в саудовский «Аль-Раед».

## Карьера в сборной
11 сентября 2012 года в товарищеском матче против сборной Азербайджана Эдер дебютировал за сборную Португалии.
В 2014 году он в составе сборной принял участие в чемпионате мира в Бразилии. На турнире Эдер сыграл в матчах против команд Германии, США и Ганы.
16 июня 2015 года в поединке против сборной Италии он забил свой первый гол за национальную команду.
Летом 2016 года Эдер стал победителем чемпионата Европы во Франции. На турнире он сыграл в матчах против команд Исландии, Австрии и Франции. В финале против хозяев турнира, французов, Эдер забил единственный гол, который помог Португалии впервые в истории выиграть континентальное первенство. Этот мяч стал для него первым забитым за сборную в официальном матче.
Эдер не был отобран в состав сборной для матчей Кубка конфедераций 2017. Он был включён в предварительный список из 35 игроков на ЧМ-2018 в России, но всё-таки не попал в финальный состав.

## Достижения
«Академика»
- Обладатель Кубка Португалии: 2011/12

«Брага»
- Обладатель Кубка португальской лиги: 2012/13

«Локомотив»
- Чемпион России: 2017/18
- Обладатель Кубка России: 2018/19, 2020/21
- Обладатель Суперкубка России: 2019

Португалия
- Чемпион Европы: 2016

## Клубная карьера
| Клуб                 | Сезон   | Лига | Лига | Кубки | Кубки | Еврокубки | Еврокубки | Итого | Итого |
| Клуб                 | Сезон   | Игры | Голы | Игры  | Голы  | Игры      | Голы      | Игры  | Голы  |
| -------------------- | ------- | ---- | ---- | ----- | ----- | --------- | --------- | ----- | ----- |
| Академика (Коимбра)  | 2008/09 | 24   | 1    | 3     | 0     | 0         | 0         | 27    | 1     |
| Академика (Коимбра)  | 2009/10 | 22   | 4    | 3     | 1     | 0         | 0         | 25    | 5     |
| Академика (Коимбра)  | 2010/11 | 21   | 2    | 5     | 3     | 0         | 0         | 26    | 5     |
| Академика (Коимбра)  | 2011/12 | 16   | 5    | 6     | 2     | 0         | 0         | 22    | 7     |
| Брага                | 2012/13 | 18   | 13   | 6     | 2     | 7         | 0         | 31    | 15    |
| Брага                | 2013/14 | 13   | 3    | 2     | 1     | 1         | 0         | 16    | 4     |
| Брага                | 2014/15 | 29   | 10   | 9     | 3     | 0         | 0         | 38    | 13    |
| Суонси Сити          | 2015/16 | 13   | 0    | 2     | 0     | 0         | 0         | 15    | 0     |
| → Лилль              | 2015/16 | 13   | 6    | 1     | 0     | 0         | 0         | 14    | 6     |
| Лилль                | 2016/17 | 31   | 6    | 5     | 1     | 1         | 0         | 37    | 7     |
| → Локомотив (Москва) | 2017/18 | 18   | 4    | 1     | 0     | 9         | 0         | 28    | 4     |
| Локомотив (Москва)   | 2018/19 | 22   | 1    | 7     | 2     | 6         | 0         | 35    | 3     |
| Локомотив (Москва)   | 2019/20 | 23   | 5    | 2     | 1     | 5         | 0         | 30    | 6     |

## Голы за сборную Португалии
| #   | Дата            | Место                                | Противник | Результат | Счёт | Соревнование          |
| --- | --------------- | ------------------------------------ | --------- | --------- | ---- | --------------------- |
| 01. | 16 июня 2015    | Стад де Женев, Женева, Швейцария     | Италия    | 0:1       | 0:1  | Товарищеский матч     |
| 02. | 29 мая 2016     | Драган, Порту, Португалия            | Норвегия  | 3:0       | 3:0  | Товарищеский матч     |
| 03. | 8 июня 2016     | Эштадиу да Луш, Лиссабон, Португалия | Эстония   | 7:0       | 7:0  | Товарищеский матч     |
| 04. | 10 июля 2016    | Стад де Франс, Сен-Дени, Франция     | Франция   | 1:0       | 1:0  | Чемпионат Европы 2016 |
| 05. | 14 октября 2018 | Хэмпден Парк, Глазго, Шотландия      | Шотландия | 0:2       | 1:3  | Товарищеский матч     |